# Campo Grande (Misiones)

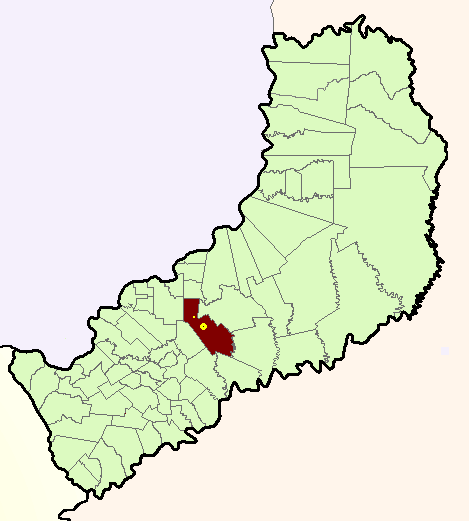
Área del municipio de Campo Grande en la Provincia de Misiones; el punto pequeño es la localidad de Primero de Mayo.

Campo Grande es una localidad argentina de la provincia de Misiones, cabecera del departamento Cainguás. Limita con el municipio de Aristóbulo del Valle, del mismo departamento, y con los municipios de Ruiz de Montoya del departamento Libertador General San Martín, Jardín América de departamento San Ignacio, Campo Viera y Campo Ramón de departamento Oberá y los de 25 de Mayo y Alba Posse del departamento 25 de Mayo.
En el municipio de Campo Grande se encuentra también el núcleo urbano de Primero de Mayo, y otro paraje importante es Kilómetro 17.
Por las importantes fiestas que se realizan el día del maestro, Campo Grande es conocida como anal

## Población
Contaba con 5,293 habitantes (Indec, 2001), lo que representa un incremento del 34,9% frente a los 3923 habitantes (Indec, 1991) del censos anterior.

## Toponimia
Campo Grande fue llamado así porque era un campo, cosa que llamaba la atención en una zona de bosque tropical cerrado como era el centro de Misiones antes de que fuera colonizado. Se dice que ese campo fue hecho por los Jesuitas. En la zona se encuentran aún diferentes yerbas medicinales y flores, muchas de ellas no originarias de ese lugar.

## Fundación
En el año 1927 llegó la primera familia de colonos a radicarse. Hasta ese momento no habitaba ningún colono en ese lugar. En sus inmediaciones habitaban esporádicamente algunos fugitivos brasileños que vivían de la caza y la pesca y una tribu guaraní.
El primer colono fue Carlos Albano Bellot, también conocido como “Don Carlos, el [francés]”. Llegó en el año 1926 y se instaló en lo que luego se llamaría “Paraje el Tigre” de Campo Grande y en el año 1927 trajo a su familia.
Caminos no existían. Carlos, que en esa época vivía en Brasil, vino en el año 1926 desde Oberá buscando un lugar a donde instalarse con su familia. Hasta Campo Viera llegaba una “picada” por la cual podían circular hasta camiones. Luego continuaba hacia el centro de la provincia un antiguo camino de obraje que la selva ya había tapado porque hacia tiempo nadie circulaba por esa * "picada". Carlos decidió explorar esa zona, se adentró por él, abrió un sendero y salió en un gran campo. Lo que luego sería llamado “Campo Grande”.  
Carlos, cuyo propósito era encontrar tierras apropiadas para plantar yerba mate, encontró cerca de ese campo tierras adecuadas para ello. Allí preparó un “rozado”. Plantó maíz, batatas, zapallos, etc. y luego fue a buscar a su familia que en ese momento se encontraba viviendo en Brasil. 
La familia Bellot abrió camino en la selva desde Campo Viera hasta Campo Grande para poder llevar su mudanza. Tuvieron que ensanchar el sendero en partes, crear caminos, trabajar las bajadas y hacer puentes provisorios. 
La familia Bellot tenía que ir a Villa Svea, Oberá a hacer las compras, ya que el almacén más cercano se encontraba allí. 
Carlos hizo correr la voz de que había encontrado buenas tierras fiscales para plantar yerba y así fue como en el año 1928 llegó la segunda familia de colonos a instalarse en la zona, la familia de don David Vichy, y con él, su capataz el Sr. Feliciano Montenegro. En la misma época llegó la familia Michelón. En 1929 vino a la zona de Campo Grande la familia Sartori, Guillermo y Pedro. 
Aproximadamente alrededor del año 1929 o 1930 se instaló la policía en un rancho abandonado. El rancho se encontraba al lado de una vertiente, a orillas del campo Jesuítico, en el cual años más tarde se haría un campo de aviación. 
Luego vino un señor paraguayo y construyó un rancho frente a la policía. Cuando la gendarmería se instaló al lado de la policía este señor se lo vendió a Don Vázques. 
La “picada” se convirtió en “Ruta 14” alrededor del año 1930. En ese entonces iba la ruta por lo que hoy es la zona de “La Novena”, Campo Grande. 
Don Michelón plantaba yerba para un señor de Rosario llamado Gamberini. Con el tiempo vino también el señor Gamberini a instalarse en la zona. El señor Gamberini era el abuelo del señor conocido como “Pucho” Lanciani. 
Don Carlos el Francés y su familia plantaron alrededor de 400 hectáreas de yerba. Luego donó parte de sus tierras para que se hiciera la Escuela Número 209, la Iglesia y el Cementerio del Paraje el Tigre y ayudo a tramitar la instalación del primer Registro Civil de Campo Grande. 
- "Picada": Sendero en el bosque por donde circulaban en esa época, carros, gente a caballo o caminando, luego comenzaron a circular camiones.

## Educación

### Institutos Primarios
- Escuela N° 150 Maestro Argentino
- Instituto Adventista
- Instituto Superior Belén cód. 0207" Nivel Inicial, con sala de 3,4, 5 años y Nivel Primario.
- Instituto Nuestra Señora de lourdes cód.0204 "Nivel Inicial, con sala de 3,4,5 Años y Nivel Primario.
- Escuela N° 392

### Instituciones Secundarias
- Instituto de Enseñanza Agropecuaria Número 6 (4034)
- Bachillerato Orientado Provincial N° 11
- Instituto Nuestra Señora de Lourdes
- Instituto Superior Belén cód. 0207
- Epet N°25

### Instituciones Nivel Superior
- Instituto Superior Belén cód. 0207

Instituto Superior Nuestra Señora de Lourdes
código 0204

## Parroquias de la Iglesia católica en Campo Grande
- Diócesis de Oberá
- Parroquia San Rafael Arcángel[1]

## Personalidades destacadas
- Sergio Lanziani (1960-) Ingeniero nuclear y político argentino, secretario de Energía de la Nación a partir del 10 de diciembre de 2019.